# Cleveland Rockers 2003
La stagione 2003 delle Cleveland Rockers fu la 7ª e ultima nella WNBA per la franchigia.
Le Cleveland Rockers arrivarono quarte nella Eastern Conference con un record di 17-17. Nei play-off persero la semifinale di conference con le Detroit Shock (2-1).

## Roster
| N° | Naz.                   | Ruolo | Sportivo          | Anno | Alt. | Peso |
| -- | ---------------------- | ----- | ----------------- | ---- | ---- | ---- |
| 5  | Stati Uniti (bandiera) | A     | Deanna Jackson    | 1979 | 188  | 70   |
| 8  | Stati Uniti (bandiera) | C     | Chasity Melvin    | 1976 | 191  | 84   |
| 9  | Francia (bandiera)     | AC    | Lucienne Berthieu | 1978 | 188  | 85   |
| 14 | Australia (bandiera)   | A     | Penny Taylor      | 1981 | 185  | 76   |
| 21 | Stati Uniti (bandiera) | G     | Jennifer Rizzotti | 1974 | 168  | 66   |
| 22 | Stati Uniti (bandiera) | G     | Betty Lennox      | 1976 | 173  | 65   |
| 25 | Stati Uniti (bandiera) | G     | Merlakia Jones    | 1973 | 175  | 67   |
| 30 | Stati Uniti (bandiera) | G     | Helen Darling     | 1978 | 170  | 74   |
| 32 | Stati Uniti (bandiera) | A     | LaToya Thomas     | 1981 | 188  | 77   |
| 41 | Bahamas (bandiera)     | AC    | Pollyanna Johns   | 1975 | 191  | 75   |
| 47 | Stati Uniti (bandiera) | C     | Tracy Henderson   | 1974 | 191  | 91   |

## Staff tecnico
- Allenatore: Dan Hughes
- Vice-allenatori: Janice Lawrence, Cheryl Reeve
- Preparatore atletico: Georgia Fischer
- Preparatore fisico: Jocelyn Rood